# Eva-Lena Lundgren
Eva-Lena Lundgren (Piteå, Suécia, 1962) é uma ex-modelo sueca eleita Miss Suécia 1981 e representante de seu país no concurso Miss Universo, onde alcançou o terceiro lugar. Ainda em 1981 foi coroada Miss Escandinávia em Helsinque, Finlândia, além de ter sido quarta colocada no Miss Europa. Atualmente utiliza o nome Eva-Lena Pilotti e trabalha ensinando o Método Montessori em Amsterdam, Holanda. Teve três filhos.